# MySQL Workbench

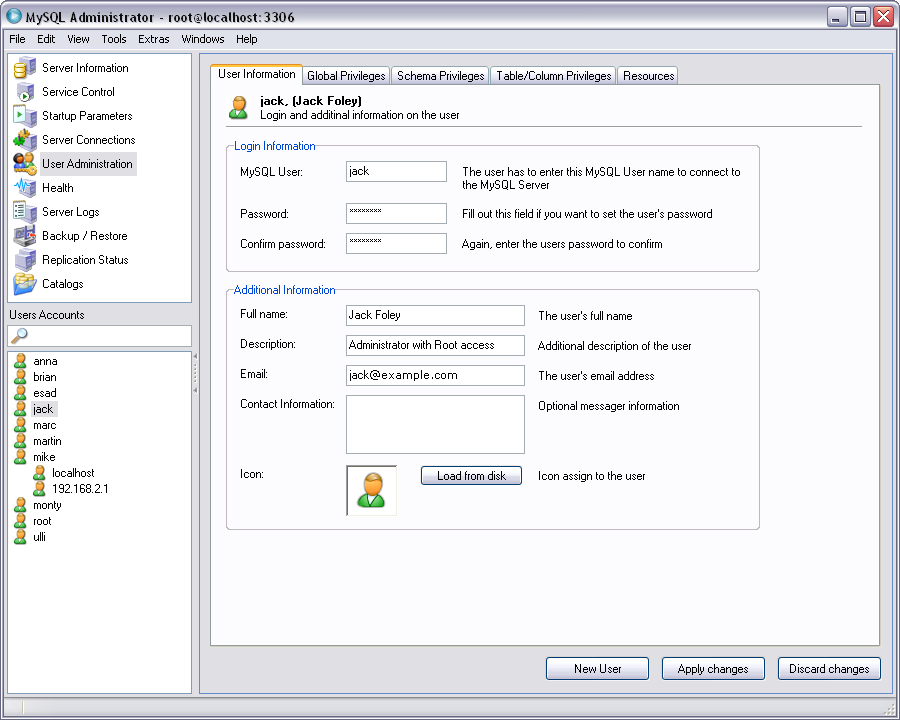
MySQL administrator

MySQL Workbench (anciennement MySQL administrator) est un logiciel de gestion et d'administration de bases de données MySQL créé en 2004. Via une interface graphique intuitive, il permet, entre autres, de créer, modifier ou supprimer des tables, des comptes utilisateurs, et d'effectuer toutes les opérations inhérentes à la gestion d'une base de données. Pour ce faire, il doit être connecté à un serveur MySQL.

## Fonctionnalités

### Visualisation graphique des performances
L'une des spécificités de ce client de gestion de base de données réside dans sa possibilité de visualiser en temps réel, via des indicateurs graphiques, la charge du serveur MySQL, le pourcentage d'occupation en mémoire, les connexions courantes, le nombre de requêtes continues sur une base de données. Il permet aussi de voir l'occupation disque, ainsi que l'espace alloué aux tables et aux fichiers de logs.
Enfin, les tables sont disponibles sous forme de diagramme, permettant ainsi la modélisation des données.

### Sauvegarde et restauration des données
Le logiciel permet, comme les autres clients de gestion de base de données, de créer facilement des sauvegardes de tables et de bases. Il permet aussi de restaurer rapidement des données, par simple sélection des tables via l'interface de gestion.

### Transfert entre SGBD
Une fonction permet d'exporter des bases de Microsoft SQL Server vers MySQL.